# Сільськогосподарський провулок (Київ)
Сільськогоспо́дарський прову́лок — провулок у Голосіївському районі міста Києва, місцевість Голосіїв. Пролягає від вулиці Героїв Оборони до кінця забудови.

## Історія
Провулок виник у середині XX століття під назвою Нова вулиця. Сучасна назва — з 1957 року, від дослідних станцій Національного університету біоресурсів і природокористування України, через які проходить провулок.

## Установи та заклади
- Еколого-природничий ліцей № 116 (буд. № 2)
- Дошкільний навчальний заклад санаторного типу для дітей з хронічними неспецифічними захворюваннями органів дихання № 659 (буд. № 4-А)
- Корпус № 17 НУБіП, Кафедра технології деревообробки (буд. № 4)